# V клубный чемпионат России по международным шашкам
V клубный чемпионат России по международным шашкам среди мужчин и женщин прошёл в Уфе, с 24 по 28 апреля 2004 года. Чемпионат являлся отборочным к Кубку Европейской Конфедерации (только зарегистрированные в Европейской Конфедерации шашек, 25-29.06. 2004, Таллин) и Кубку Европейских Чемпионов (только чемпион, 12.-17.05.2004, Варесе, Италия)
Главный судья соревнований, судья Республиканской категории Д. Х. Сакаев (Ишимбай). Главный секретарь — Р. С. Ишимбаев (Уфа).

## Клубы
В мужском турнире участвовали 6 команд: Башнефть (Уфа), Мельком (Тверь), Нефтяник (Ишимбай), Гастелло (Уфа), Удмуртнефть (Ижевск), Чурапча (с. Чурапча, Республика Саха (Якутия)).
В женском турнире 4 команды: Чурапча (с. Чурапча, Республика Саха (Якутия)), Нефтяник (Ишимбай), Башнефть (Уфа), Сатраш (Ишимбай).

## Участники
Состав клуба: 4 участника у мужчин, 2 — у женщин, с возможностью замены на заявленного заранее участника (запасной может выступать только за один клуб).

Башнефть:
1 Амриллаев Муродулло, Челябинск, гр, 2348,
2 Георгиев Александр, Ишимбай, мгр, 2460,
3 Мильшин Владимир, Ишимбай, мгр, 2360,
4 Шварцман Александр, Москва, мгр, 2420
Женщины
Башнефть (Уфа)
№	Участники	Город	Звание	Рейтинг
1	Абдуллина Олеся	Уфа	кмс	2221
2	Мильшина Елена	Ишимбай	гр	2307
3	Тансыккужина Тамара	Уфа	мгр	2359
Нефтяник (Ишимбай)
1	Аминова Алия	Ишимбай	кмс	-
2	Саитгалина Эльвира	Ишимбай	кмс	-
Сатраш (Ишимбай)
1	Дусмеева Регина	Ишимбай	кмс	-
2	Сафина Гульнара	Ишимбай	мс	2152
Чурапча (с. Чурапча)
1	Бурнашева Александра	Якутск	гр	2227
2	Платонова Ирина	Чурапча	мф	2214

## Расписание
Круговая система: каждый с каждым. У женщин — три тура, у мужчин — пять.
Открытие 25 апреля, в 15-00, первый тур в 15-30.
26 апреля, у мужчин в 09-00 2 тур, в 15-00 3 тур. У женщин 2 тур в 10-00.
27 апреля, в 10-00 стартовал 4 тур у мужчин и 3 тур (завершающий) у женщин.
28 апреля, в 10-00 стартовал последний тур у мужчин, в 15-30 блиц-программа, в 17-00 — закрытие.

## Результаты
Тур 1, 25.04.2004
Нефтяник 0 – 2   (0-4)  Башнефть
1. Саитгалина 0 – 2 Тансыккужина, 2. Аминова 0 – 2 Абдуллина
Чурапча 2 – 0 (3-1)   Сатраш
1 Бурнашева 2 – 0 Сафина, 2 Платонова 1 – 1 Дусмеева
Тур 2, 26.04.2004 
Чурапча 2 – 0   (3-1) Нефтяник
1 Платонова 2 – 0 Саитгалина, 2 Бурнашева 1 – 1 Аминова
Сатраш 0 – 2     (1-3)  Башнефть
1 Дусмеева 0 – 2 Мильшина, 2 Сафина 1 – 1 Тансыккужина
Тур 3, 27.04.2004 
Нефтяник 0 – 2  (1-3)  Сатраш
1 Аминова 0-2 Сафина, 2 Саитгалина 1-1 Дусмеева
Башнефть 2 – 0  (3-1) Чурапча
1 Мильшина 2-0 Бурнашева, 2 Тансыккужина 1-1 Платонова

Мужчины
1.Удмуртнефть — 9 очков
2.Башнефть — 7
3.Мельком — 6
4.Гастелло — 5
5.Чурапча — 3
6.Нефтяник — 0
Женщины
1.Башнефть — 6
2.Чурапча — 4
3.Сатраш — 2
4.Нефтяник — 0